# Tanstjärnen
Tanstjärnen är en sjö i Ludvika kommun i Dalarna och ingår i Norrströms huvudavrinningsområde. Sjön har en area på 0,0887 kvadratkilometer och ligger 276 meter över havet.

## Delavrinningsområde
Tanstjärnen ingår i det delavrinningsområde (669067-145649) som SMHI kallar för Inloppet i Saxen. Medelhöjden är 262 meter över havet och ytan är 25,69 kvadratkilometer. Det finns ett avrinningsområde uppströms, och räknas det in blir den ackumulerade arean 51,08 kvadratkilometer. Saxhyttån som avvattnar avrinningsområdet har biflödesordning 5, vilket innebär att vattnet flödar genom totalt 5 vattendrag innan det når havet efter 280 kilometer. Avrinningsområdet består mestadels av skog (84 procent). Avrinningsområdet har 0,3 kvadratkilometer vattenytor vilket ger det en sjöprocent på 0,6 procent.